# Dicrolene pullata
Dicrolene pullata är en fiskart som beskrevs av Garman, 1899. Dicrolene pullata ingår i släktet Dicrolene och familjen Ophidiidae. Inga underarter finns listade i Catalogue of Life.